# Стєпан Томас
Стєпан Томас (хорв. Stjepan Tomas, нар. 6 березня 1976, Бугойно) — хорватський футболіст, захисник.
Насамперед відомий виступами за «Кроацію» та «Галатасарай», а також національну збірну Хорватії.

## Клубна кар'єра
У дорослому футболі дебютував 1994 року виступами за «Пулу», в якій провів один сезон, взявши участь у 24 матчах чемпіонату.
Своєю грою за цю команду привернув увагу представників тренерського «Кроації», до складу якого приєднався 1995 року. Відіграв за загребську команду наступні п'ять сезонів своєї ігрової кар'єри. За цей час п'ять разів виборював титул чемпіона Хорватії, а також тричі ставав володарем кубка Хорватії.
2000 року футболіст покинув батьківщину і виступав за італійські «Віченцу» і «Комо», після чого 2003 року перейшов у турецький «Фенербахче», у складі якого здобув титул чемпіона Туреччини.
2004 року уклав контракт з «Галатасараєм», у складі якого провів наступні три роки своєї кар'єри гравця. Більшість часу, проведеного у складі «Галатасарая», був основним гравцем захисту команди. За цей час додав до переліку своїх трофеїв ще один титул чемпіона Туреччини та став володарем Кубка Туреччини.
Протягом 2007–2010 років захищав кольори російського «Рубіна», якому за цей час допоміг здобути два титули чемпіона Росії, після чого недовго виступав за турецький «Ґазіантепспор». 
Завершив професійну ігрову кар'єру у «Буджаспорі», за який виступав протягом 2010 року.

## Виступи за збірну
22 квітня 1998 року дебютував в офіційних матчах у складі національної збірної Хорватії в матчі проти збірної Польщі. 
У складі збірної був учасником чемпіонату світу 2002 року в Японії і Південній Кореї, Євро-2004 у Португалії та чемпіонату світу 2006 року у Німеччині.
Протягом кар'єри у національній команді, яка тривала 9 років, провів у формі головної команди країни 49 матчів, забивши 1 гол.

## Титули та досягнення
- Чемпіон Хорватії (5):

«Кроація»: 1995-96, 1996-97, 1997-98, 1998-99, 1999-00
- Володар Кубка Хорватії (3):

«Кроація»: 1995-96, 1996-97, 1997-98
- Чемпіон Туреччини (2):

«Фенербахче»: 2003-04
«Галатасарай»: 2005-06
- Володар Кубка Туреччини (1):

«Галатасарай»: 2004-05
- Чемпіон Росії (2):

«Рубін»: 2008, 2009